# Mott-Schneefeld
Das Mott-Schneefeld ist ein großes Schneefeld im Norden des Grahamlands auf der Antarktischen Halbinsel. Im Nordosten der Trinity-Halbinsel liegt es zwischen dem Laclavère-Plateau und dem Antarctic-Sund.
Das UK Antarctic Place-Names Committee benannte es am 12. Februar 1964 nach dem britischen Geodäten Peter Grey Mott (1913–1995), Leiter der Falkland Islands and Dependencies Aerial Survey Expedition (1955–1957), in deren Zielgebiet sich dieses Schneefeld befindet.